# Hunga papuana
Hunga papuana là một loài thực vật có hoa trong họ Cám. Loài này được (Baker f.) Prance mô tả khoa học đầu tiên năm 1979.